# Maesa spectabilis
Maesa spectabilis är en viveväxtart som beskrevs av Herman Otto Sleumer. Maesa spectabilis ingår i släktet Maesa och familjen viveväxter. Inga underarter finns listade i Catalogue of Life.